# レール (HYの曲)
『レール』は、日本のバンド、HYのシングル。

## 概要
- レンタル専用・シングル。
- シングル作品は結成10年にして、本作が初となる。

## 収録曲
1. レール (5:42)
作詞・作曲:新里英之
2. 少年 (R-Edit) (1:36)
作詞・作曲:新里英之
1番までのショート・バージョン。
3. 帰り道 (R-Edit) (2:17)
作詞・作曲:新里英之・仲宗根泉
1番までのショート・バージョン。

## 収録アルバム
- Whistle (#1,2,3、#2,3はフルバージョン)